# 西藏吊灯花
西藏吊灯花（学名：Ceropegia pubescens）为夹竹桃科吊灯花属的植物。分布于尼泊尔、不丹、缅甸、印度以及中国大陆的贵州、西藏、云南、四川等地，生长于海拔2,000米至3,200米的地区，常生于杂木林中，目前尚未由人工引种栽培。

## 别名
底线参、蕤参（贵州）